# Darlie Routier
Darlie Lynn Peck Routier (n. 4 de enero de 1970) es una mujer estadounidense condenada a muerte en el estado de Texas por el asesinato de sus hijos Damon de 5 años y Devon de 6, aunque sólo fue juzgada por el asesinato del primero.

## Asesinato
El jueves 6 de junio de 1996, a las 2:31, el 9-1-1 de Rowlett, Texas, recibió una llamada de la dirección Eagle Drive 5801, la casa de los Routier. Darlie dijo al operador que alguien había entrado en su casa y había acuchillado a ella y a sus dos hijos, Devon y Damon.
La policía llegó a la casa a los tres minutos de la llamada del 911. Descubrieron que el mosquitero del garaje había sido cortado, lo que indicaba una posible entrada de un intruso. Se hizo una búsqueda por toda la casa y los jardines sin poder localizarse al intruso. Habiendo asegurado el sitio, la policía permitió a los paramédicos atender a las víctimas.
Mientras los dos chicos sufrieron heridas mortales, las heridas de Darlie fueron bastante superficiales. Fue tratada en un hospital y fue dada de alta días más tarde. El más joven de sus tres hijos, Drake de 7 meses, estaba dormido en el piso de arriba con su marido, Darin, durante los asesinatos. Ninguno de ellos fue herido.
Los noticieros mostraron a Routier y a otros miembros de la familia celebrando el póstumo séptimo cumpleaños de Devon junto a su tumba justo ocho días después de los asesinatos. Ella estaba sonriendo y riendo y acabó cantando "Cumpleaños Feliz". Los miembros familiares señalan que los noticieros no mostraron una parte más temprana del vídeo que mostraba una ceremonia solemne en honor a los niños. Cuatro días más tarde, fue acusada de asesinato capital.
Darlie más tarde comentó del vídeo que "él quería celebrar los siete años. Hice la única cosa que supe para honrarle y concederle todos sus deseos porque él ya no está más aquí. ¿Pero cómo sabes qué vas a hacer cuando pierdes dos niños? ¿Cómo sabes cómo vas a actuar?".

## Juicio

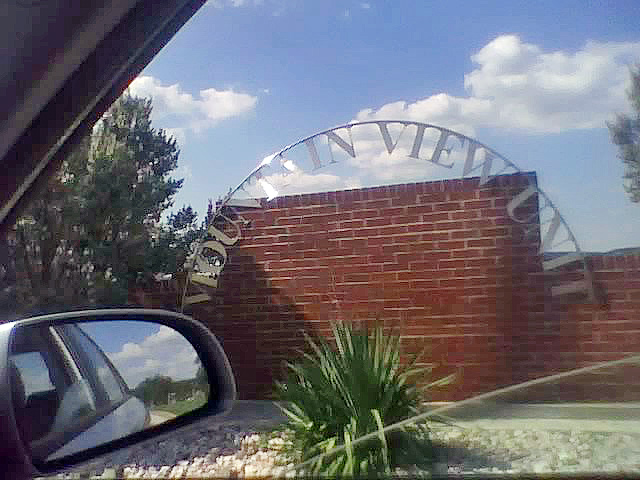
La Unidad Mountain View tiene el corredor de la muerte estatal para mujeres de Texas

La acusación sugirió que Routier asesinó a sus hijos debido a las dificultades financieras de la familia. Los fiscales describieron a Routier como una mujer materialista con deudas sustanciales y poco dinero en el banco, que temió que su estilo de vida estuviera a punto de llegar a su fin. Los miembros del jurado también vieron el vídeo del cumpleaños en la tumba.
Routier estuvo representada en el juicio por el destacado abogado Douglas Mulder. Abogados de la defensa dijeron que no había ninguna razón por qué haya matado sus hijos. Dijeron que el caso no tuvo un motivo, una confesión o cualesquier testigo. Ellos afirmaron que no era realista para acusarla de montar una escena del crimen. Sus abogados le aconsejaron que no compareciera en el estrado, pero atestigüe en todo caso y declararon que parecía "marchitarse al ser interrogada por el fiscal Toby Shook".
El jefe forense de San Antonio Vincent DiMaio testificó que la herida en el cuello de Routier estuvo a dos milímetros de la arteria carótida y que no era compatible con las heridas autoinfligidas que había visto en el pasado. Que difieren de las afirmaciones de sus médicos tratantes, que habían dicho a los agentes de policía que las heridas podrían haber sido autoinfligidas. Tom Bisel testificó que los rastros de sangre que se encontraban en la parte posterior de su camisa de dormir indicó que había levantado el cuchillo por encima de su cabeza mientras lo retiraba de cada niño para apuñalarlo otra vez.
Routier fue condenada por asesinar a Damon y el 4 de febrero de 1997 fue sentenciada a muerte por inyección letal. Aunque todavía está a la espera de ejecutarse la sentencia.

## Divorcio
En junio del 2011, su marido, Darin Routier, solicitó el divorcio. Dijo que la decisión de divorcio era mutua y "muy difícil" y que todavía cree que su mujer es inocente. Dijo también que se decidieron divorciar para acabar con el "limbo" en el que habían estado desde el arresto de Darlie y su condena.

## Reclamaciones de inocencia
Los abogados de la defensa alegaron después del juicio, numerosos errores durante este, así como durante la investigación de los asesinatos, especialmente en la escena de delito. Un tribunal de apelaciones rechazó estas reclamaciones.

## Pruebas forenses
Durante el 2008, se le concedió a Darlie Routier el derecho de hacer nuevas pruebas de ADN. El 29 de enero de 2014, el juez jefe del Distrito Occidental, Fred Biery, concedió una petición del fiscal y la defensa del caso Routier para hacer nuevas pruebas de ADN en relación con una huella de sangre encontrada en la casa, a un calcetín ensangrentado y a la bata de noche de Darlie Routier.